# Гай Юлий
Гай Юлий (на латински: Gaius Iulius) е привърженик на сенатора Луций Сергий Катилина i през 63 пр.н.е. участва в неговия заговор за вземане на властта в Римската република. Произлиза от фамилията Юлии.
Изпратен е в Апулия да събира войска, с която да превземат Рим. Плануват да подпалят различни места в Рим, за да се постигне объркване, и да превземат стратегически важни обекти. Трябва да започнат със събирането си на 27 октомври, а на 28 октомври трябва да избият всички техни противници оптимати в Рим. Опитът за преврат се разкрива.